# 리하르트 데멜

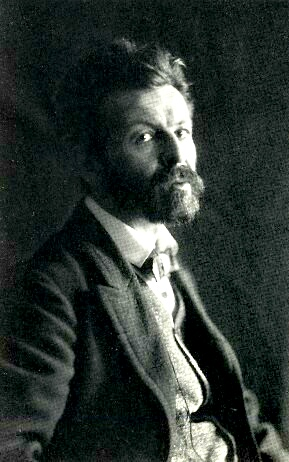

리하르트 데멜(Richard Dehmel, 1863년 - 1920년)은 독일의 시인이다.

## 삶
북부 독일의 브란덴부르크 근교에서 출생하였다. 1882년 단치크에서 고등학교를 졸업하였다. 베를린에서 자연과학, 철학 등을 공부했으며 라이프치히 대학에서도 배웠다. 졸업 후에는 베를린의 보험회사에 근무하는 한편 시작에 힘썼다. 1891년 첫 시집을 냈다. 그는 선배가 되는 릴리엔크론과 평생토록 친교를 맺었으며 시풍은 릴리엔크론이 거의 무의식으로 인생사를 파악하는 낙천적인 천재형인 데 대해서 그는 중후(重厚)하고 보다 정신적이며, 영(靈)과 육(肉), 신과 악마를 동시에 묘사하는 등 모순을 내포하고 있으며 강한 의식성(意識性)을 특징으로 하였다. 이것은 그가 동시에 그 어느 시인보다도 가장 니체와 깊은 정신적 유대를 가져, 자아주의(自我主義)와 배덕주의(背德主義)로부터 강한 영향을 받았기 때문이며 시집 <해방> <그러나 사랑만은> <두 인간> 등에 의해 에로스를 중심으로 한 남녀의 세계가 때로는 신비적이라 할 만큼 높은 차원으로 승화되어 있다. 한편 그는 "민중적이 아닌 예술은 모두 예술이 아니다"라는 주장 아래 50세를 넘어서도 민족애와 인류애의 대립을 고민하면서 제1차 세계대전에 종군하였다.
1889년 동화시인 파울라 오펜하이머와 결혼하여, 그녀와 함께 어린이용 책을 만들었다.